# Kropidlakowate
Kropidlakowate (Aspergillaceae  Link) – rodzina grzybów z rzędu kropidlakowców (Eurotiales). Grzyby mikroskopijne.

## Systematyka
Pozycja w klasyfikacji według Index Fungorum: Aspergillaceae, Eurotiales, Eurotiomycetidae, Eurotiomycetes, Pezizomycotina, Ascomycota, Fungi.
Według aktualizowanej klasyfikacji Index Fungorum bazującej na Dictionary of the Fungi do rodziny Aspergillaceae należą liczne rodzaje. Niektóre z nich:
- Aspergillus P. Micheli ex Haller 176 – kropidlak
- Paecilomyces Bainier 1907
- Penicillium Link 1809 – pędzlak
- Talaromyces C.R. Benj. 1955[2].

|  |  |